# Cappella Giulia
Cappella Giulia (italsky Cappella musicale Giulia della Basilica papale di San Pietro in Vaticano) je smíšený pěvecký sbor baziliky sv. Petra ve Vatikánu, který zajišťuje hudební doprovod všech liturgických slavnosti vatikánské kapituly s výjimkou liturgií sloužených přímo papežem, při nichž zpívá Papežský sbor Sixtinské kaple.
Název Giulia upomíná na papeže Julia II., který sbor v roce 1513 založil.

## Historie
Zpěv byl od počátku křesťanství nedílnou součástí římské liturgie. Vzácné písemné zprávy dokládají existenci papežského pěveckého souboru s názvem Schola cantorum již v době papeže Silvestra I. (314–335). Soubor významně reorganizoval papež Řehoř I. (590–604), který je proto někdy pokládán za jeho oficiálního zakladatele. Způsob přednesu se stal vzorem pro zbytek křesťanské Evropy. I v jiných zemích byly zakládány školy církevního zpěvu podle římského vzoru a šířily se liturgické knihy.
Tradici římského pěveckého sboru přerušil přesun papežského sídla z Říma do Avignonu v letech 1309–1378. Obnovil ji až papež Sixtus IV. (1471–1484), který v roce 1471 založil pěvecký sbor, později známý jako sbor Sixtinské kaple. Tento sbor ovšem byl (a stále je) určen výlučně pro bohoslužby, sloužené přímo papežem bez ohledu na místo konání, zatímco bazilika svatého Petra stabilní profesionální pěvecký soubor neměla. Pokusy o jeho založení v 15. století – zejména iniciativa Sixta IV. z roku 1480 – ztroskotávaly na nedostatku financí, kvůli němuž bylo v chrámu neustále málo pěvců a nebylo možné zajistit ani potřebné liturgické knihy a oděvy.
Až papež Julius II. vydal dne 19. února 1513 bulu „In altissimo militantis Ecclesiae“, v níž nastínil novou organizaci pěveckého sboru Svatopetrské baziliky. Zvětšil nejen počet členů, ale zejména finanční příjmy s předpokladem, že půjde o jakousi přípravku pro papežský sbor Sixtinské kaple. Nový sbor u sv. Petra mělo tvořit dvanáct dospělých zpěváků a dvanáct chlapců s vysokými hlasy (soprány, alty). Pamatováno bylo i na učitele hudby a gramatiky. Bula z roku 1513 je považována za formální zakládací listinu sboru Capella Giulia. Jelikož však následující noci papež Julius II. zemřel, trvalo zhruba dalších třicet let, než papež Pavel III. v roce 1534 naplnil listinu životem.
V následujících stoletích se sbor věnoval zejména náboženské vokální polyfonii. Mezi jeho sbormistry patřili významní a slavní hudebníci jako Giovanni Pierluigi da Palestrina, Giovanni Animuccia, Francesco Soriano, Stefano Fabri, Orazio Benevoli a Domenico Scarlatti, stejně jako někteří významní varhaníci, například Ercole Pasquini a Girolamo Frescobaldi.
V roce 1979 byl sbor kvůli dlouholetým neshodám s kapitulou, problémům s financováním a související nekázní zpěváků rozpuštěn a následujícího roku dočasně nahrazen sborem Cappella Musicale della Basilica di San Pietro. Sbor tvořili oproti původnímu tělesu jen dospělí muži bez chlapců, které v období velkých svátků (Velikonoce, Vánoce, slavnost svatých Petra a Pavla) kvůli potřebě sopránových a altových partů přechodně nahrazovaly ženy.
Dne 16. května 2008 byl obnoven původní název Cappella Giulia a ženy se současně staly pevnou součástí, nikoliv jen příležitostným doplňkem sboru.

## Sbormistři
- Magister Benedictus (1514–?)
- Magister Sylvester (1524–?)
- Jacobus Flandrus (případně Jacob Arcadelt?; 1539)
- Rubinus Mallapert (1539–1545)
- Joannes Baptista (1545–1546)
- Domenico Ferrabosco (1546–1547)
- François Roussel (1548–1550)
- Giovanni Pierluigi da Palestrina (1551–1554)
- Giovanni Animuccia (1555–1571)
- Giovanni Pierluigi da Palestrina (1571–1594)
- Ruggiero Giovannelli (1594–1599)
- Stefano Fabri (1599–1601)
- Asprilio Pacelli (1602)
- Francesco Soriano (1603–1620)
- Vincenzo Ugolini (1620–1626)
- Paolo Agostini (1626–1629)
- Virgilio Mazzocchi (1629–1646)
- Orazio Benevoli (1646–1672)
- Ercole Bernabei (1672–1674)
- Antonio Masini (1674–1678)
- Francesco Berretta (1678–1694)
- Paolo Lorenzani (1694–1713)
- Tommaso Bai (1713–1714)
- Domenico Scarlatti (1715–1719)
- Giuseppe Ottavio Pitoni (1719–1743)
- Pietro Paolo Bencini (1743–1755)
- Niccolò Jommelli (Koadjutor, 1749–1754)
- Giovanni Battista Costanzi (1754–1778)
- Antonio Boroni (1778–1792)
- Pietro Alessandro Guglielmi (1793–1804)
- Niccolò Antonio Zingarelli (1804–1811)
- Giuseppe Janacconi (1811–1816)
- Valentino Fioravanti (1816–1837)
- Francesco Basili (1837–1850)
- Pietro Raimondi (1852–1853)
- Salvatore Meluzzi (1854–1897)
- Andrea Meluzzi (1897–1905)
- Ernesto Boezi (1905–1946)
- Armando Antonelli (1946–1960)
- Armando Renzi (1960–1979)

Cappella Musicale della Basilica di San Pietro:
- Pablo Colino (1980–2006)
- Claudio Dall’Albero (2006–2007)
- Pierre Paul (2007–2008)

Cappella Giulia (obnovená):
- Pierre Paul (2008–2015)
- Jafet Ramón Ortega Trillo (2015–2024)
- Themistocles Capone (od 2024)